# ماسون موسو
ماسون موسو (بالإنجليزية: Mason Musso)‏ هو ملحن وكاتب أغاني وموسيقي وعازف قيثارة أمريكي، ولد في 17 مارس 1989 في دالاس في الولايات المتحدة.

## وصلات خارجية
- الموقع الرسمي
- ماسون موسو على موقع IMDb (الإنجليزية)
- ماسون موسو على موقع ميوزك برينز (الإنجليزية)
- ماسون موسو على موقع ديسكوغز (الإنجليزية)